# Helene (orkaan)
Orkaan Helene was een orkaan van categorie 4 die in september 2024 doorheen oa. het Zuid-Oosten van de Verenigde Staten raasde. Het was de sterkste geregistreerde orkaan ooit die de Big Bend regio van Florida aandeed, de dodelijkste Atlantische orkaan sinds orkaan Maria in 2017, en de dodelijkste Orkaan die de Aaneengesloten staten aandeed sinds orkaan Katrina in 2005.
Het was de achtste storm die een naam kreeg, de vijfde orkaan en de tweede grote orkaan in het Atlantisch orkaanseizoen van 2024.

## Meteorologische ontwikkeling
Helene ontstond uit een lagedrukgebied in het westen van de Caraïbische Zee op 22 september 2024. Een dag later werd het geclassificeerd als potentiële Tropische Cycloon Negen, waarna de storm op 24 september 2025 de naam Helene kreeg. Op 25 september 2024 bereikte de storm orkaankracht in de Golf van Mexico.
Dankzij warme zeewatertemperaturen (30-31 °C), lage windschering en gunstige atmosferische omstandigheden onderging Helene een snelle intensivering. Toen de orkaan land bereikte, nabij Perry, Florida, bereikte Helene categorie 4 met maximale aanhoudende windsnelheden van 140 mph (220 km/u) en een centrale druk van ongeveer 939 hPa.

## Gevolgen

### Menselijke impact
Het dodental werd geraamd op 230 tot 250 mensen. Tienduizenden mensen werden geëvacueerd voorafgaand van de storm. Alleen al in Buncombe Country, werden 72 doden geteld.

### Economische schade
De economische schade word geschat tussen $ 110 miljard en $ 250 miljard. FEMA raamde het totaal aantal verzekeringsclaim ten gevolge van Helene op tussen 3,5 en 7 miljard $. Een deel daarvan werd uitbetaald door het National Flood Insurance Program.

### Fysieke schade
Er werden stormvloed gemeten met recordhoogten tot bijna vijf meter. Ten gevolge werden 70% van de huizen in gemeenschappen zoals Keaton Beach en Horseshoe Beach vernietigd. Verder leidde de regenval ook tot overstromingen in o.a. Noord-Carolina, Tennessee en Georgia. Ook traden rivieren uit hun oevers en overstroomden vele dammen.

### Infrastructuur
Miljoenen gezinnen zaten zonder stroom in Florida en omliggende staten. In sommige gebieden, duurde het weken voordat de stroomvoorzieningen werden hersteld. Ook verloren honderdduizenden mensen hun telefoon.